# رينيه أليكس
رينيه أليكس (بالفرنسية: René Alix)‏ هو عازف الأرغن وملحن فرنسي، ولد في 14 سبتمبر 1907 في Sotteville-lès-Rouen ‏ في فرنسا، وتوفي في 30 ديسمبر 1966 في باريس في فرنسا.